# Bahnstrecke Canicattì–Margonia
| Streckenlänge: | 12,5 km                  |                      |                      |
| Spurweite: | 950 mm (ital. Meterspur) |                      |                      |
| |                          |                      |                      |
| \| \| \| von Agrigent \| \| \| \| \| von Catania \| \| \| \| 0 \| Canicattì \| 463 m \| \| \| \| nach Licata \| \| \| \| 7,8 \| Rocca di Mendola \| Rocca di Mendola \| \| \| \| von Agrigent \| \| \| \| 12,5 \| Margonia \| Margonia \| \| \| \| nach Naro und Licata \| \| |                          |                      |                      |
| Strecke |                          | von Agrigent         | von Agrigent         |
| Abzweig geradeaus und von links |                          | von Catania          | von Catania          |
| Bahnhof | 0                        | Canicattì            | 463 m                |
| Abzweig ehemals geradeaus und nach links |                          | nach Licata          | nach Licata          |
| Haltepunkt / Haltestelle (Strecke außer Betrieb) | 7,8                      | Rocca di Mendola     | Rocca di Mendola     |
| Abzweig geradeaus und von rechts (Strecke außer Betrieb) |                          | von Agrigent         | von Agrigent         |
| Haltepunkt / Haltestelle (Strecke außer Betrieb) | 12,5                     | Margonia             | Margonia             |
| Strecke (außer Betrieb) |                          | nach Naro und Licata | nach Naro und Licata |

Die Bahnstrecke Canicattì–Margonia(–Naro) war eine eingleisige Schmalspurbahn in Sizilien. Die Strecke führte von Canicattì über 12,5 km nach Margonia an der Strecke Agrigent–Naro–Licata. Die Strecke wurde am 28. Februar 1911 eröffnet und am 28. September 1958 stillgelegt.

## Geschichte
Die Strecke wurde in erster Linie dafür konzipiert, die Schwefelgruben in der Region ans Bahnnetz anzuschließen. Zum Zeitpunkt der Eröffnung am 28. Februar 1911 war der Höhepunkt der Schwefelförderung bereits überschritten, so dass ihre eigentliche Daseinsberechtigung von Beginn an weggefallen war. Der Betrieb auf der Strecke wurde am 28. September 1958 eingestellt.

## Betrieb
Die Strecke wurde von den FS betrieben. Der gesamte Betrieb wurde mit Dampflokomotiven abgewickelt, welche indessen nur eine Höchstgeschwindigkeit von 30 km/h erlaubten.